# Vrhpolje (Serbia)
Vrhpolje (cyr. Врхпоље) – wieś w Serbii, w okręgu maczwańskim, w gminie Ljubovija. W 2011 roku liczyła 919 mieszkańców.